# Hassan Ali Khaire

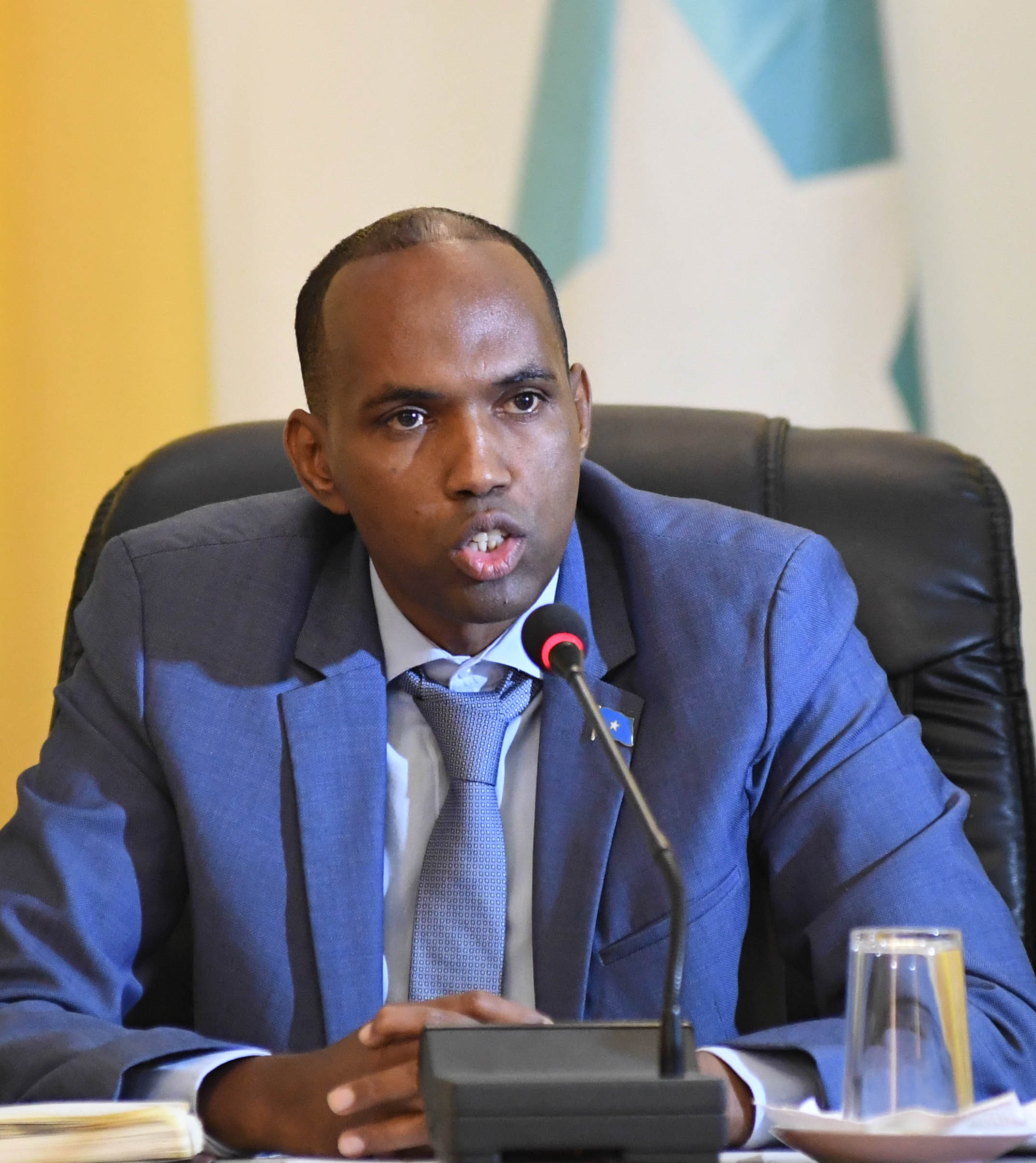
Hassan Ali Khaire

Hassan Ali Khaire (* 15. April 1968 in Galguduud, Somalia) ist ein somalischer Politiker. Er war vom 1. März 2017 bis zum 25. Juli 2020 der Premierminister seines Landes.

## Leben
Khaire kam im Jahr 1989 als Flüchtling in die norwegische Kommune Vestre Slidre. Er hat sowohl die norwegische als auch die somalische Staatsbürgerschaft.
Im Jahr 2002 begann er für die Flüchtlingshilfsorganisation Flyktninghjelpen zu arbeiten. Dort wurde Khaire im Jahr 2006 der Zuständige für Somalia und schließlich Regionalbeauftragter für den Bereich Horn von Afrika. Er arbeitete außerdem als leitender Angestellter des britischen Ölkonzerns Soma Oil and Gas.
Am 23. Februar 2017 wurde er vom damals neu gewählten Präsident Mohamed Abdullahi Mohamed zum Premierminister ernannt und daraufhin am 1. März 2017 vom somalischen Parlament bestätigt.
Am 25. Juli 2020 wurde er vom somalischen Parlament in einem Misstrauensvotum abgesetzt. Präsident Mohamed setzte daraufhin vorübergehend Khaires ehemaligen Stellvertreter Mahdi Mohamed Guled als neuen Premierminister ein. Zu den Gründen zählte einerseits eine Auseinandersetzung mit Präsident Mohamed über dessen Pläne, die anstehenden Wahlen zu verschieben, die Khaire nicht unterstützte. Andererseits wurde ihm vorgeworfen, nicht ausreichend für eine Verbesserung der Sicherheitslage gesorgt zu haben.